# Nagylábú

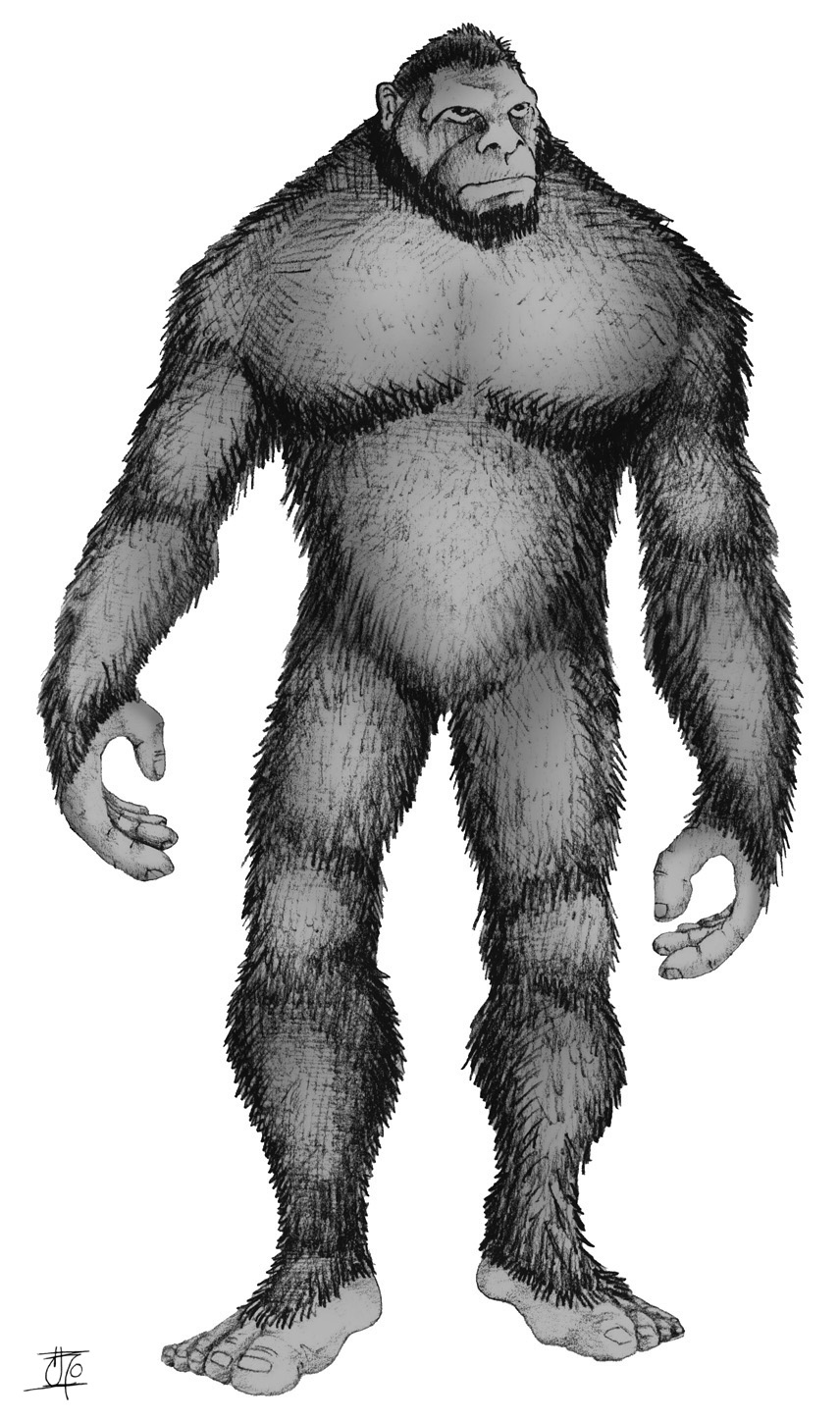
A nagylábú illusztrációja

A nagylábú (angolul bigfoot, sasquatch) Észak-Amerika állítólagos szörnyetege, melynek létezését lábnyomán kívül semmiféle fizikai bizonyíték nem támasztja alá.

## A legenda születése
Nagy nyomokat hagy az erdőkben. Az indiánok sasquatchnak nevezik. Akik látták, egy nagy emberszabású lénynek írták le, így erős hasonlatosságot mutat az állítólagos jetivel és más folklórban leírt majomemberekkel. A téma népszerűsége miatt a bulvármédia kedvelt alapanyaga, többen bevallották már, hogy nagy lábnyomokat hamisítottak a hegyekben, majd "megtalálták" ezeket. 2008 nyarán Matthew Whitton és Rick Dyer amerikai amatőr kutatók csalását leplezték le.
Mivel több mint két méter magas, teste erőtől duzzad és izmos, azt gondolnánk, nehezen tud elbújni az emberi tekintetek elől. Kiegyenesedve jár, akár az ember, de a testét borító rövid, sötét szőr azt jelzi, nem homo sapiens. Sem tetemet, sem csontokat, semmiféle maradványokat nem találtak, pedig immáron több mint két évszázada folyik a kutatás. Az egyetlen bizonyíték, ami a rejtélyes lény létezésére utal, az a hatalmas lábnyoma. Ezért nevezték el Nagylábúnak. Oly sok legendás amerikai szörnyhöz hasonlóan Nagylábú is központi helyet foglal el az őslakosok szájról szájra járó legendáiban. Sasquatchnak hívják: az erdő erős óriása. Az első nagyobb érdeklődés akkor volt, amikor az európai telepesek is megtapasztaltak néhány különös jelenséget. 1811-ben egy fehér kereskedő, David Thopmson a Sziklás-hegység északi részében hatalmas, harmincötször húsz centis lábnyomokra bukkant. Az évek múlásával egyre több és több történet terjedt el az erdő szőrös óriásáról, és 1884. július 4-én aDaily Colinst című napilap büszkén tájékoztatta olvasóit: egy vonat személyzete lefogott egy különös, eddig nem ismert állatot. Ám a csapdába csalt zömök, szőrös főemlős minden valószínűség szerint egy csimpánz lehetett. Az amerikai és kanadai hegyekben egyre több történet keringett Nagylábú megjelenéséről, még azt is lehetett hallani, hogy bandákba verődött különös lények támadtak emberekre. Senki sem gondolta, hogy egyetlen lényről van szó. Az volt az általános vélekedés, hogy a különös és ismeretlen fajhoz számtalan egyed tartozik.
Akkoriban a rejtélyes állat főleg a favágóknak, bányászoknak és a környéken élő, dolgozó embereknek volt érdekes. Minden megváltozott 1958-ban, amikor Jerry Crew, aki bulldózerkezelőként dolgozott a Kalifornia állambéli Humboldt megyében, gipszből kiöntötte a különös lábnyomot. Negyven év múltán Crew felesége és ismerősei is felfedték az azóta már elhunyt férfi titkát: maga faragta az álnagylábakat, ő és kollégái teherautóhoz kötött kötéllel húzatták magukat, hogy a nagy lendülettől jelentősen megnőjön a nyomok közötti távolság. Ezek a nyomok sok helyütt feltűntek, ahol Crew dolgozott. A helyi újság munkatársa lefényképezte Crew-t, és a fénykép bejárta az egész Egyesült Államokat. Lényegében ez a kép - egy férfi a kezében tartja egy ismeretlen és rejtélyes élőlény lábnyomának gipszöntvényét - indította útjára a modern Nagylábú legendát.

## A Patterson film
1967 októberében Robert Patterson és Bob Gimlin Észak-Kaliforniában, a Bluff patak mentén lovagoltak. Kifejezetten azzal a céllal mentek oda, hogy Nagylábú után kutassanak. Egyszer csak váratlanul megjelent előttük Nagylábú, és Pattersont ledobta a hátáról a ló. Miközben Gimlin puskát fogott az állatra, Patterson gyorsan felpattant, és elindult a Nagylábú felé, kezében már ott volt a működő kamera, amit azért vittek magukkal, hogy filmfelvételt készítsenek a lényről, ha sikerül a nyomára bukkanni. Az eredmény talán eddig a legrejtélyesebb bizonyíték. A filmkockákon egy hatalmas szőrös, kétlábú lény látható, amint lassú, esetlen mozgással a bozótos fele tart. A filmfelvételt alaposan áttanulmányozó szakértők arra a véleményre jutottak, hogy a filmszalagon egy nőstény Nagylábú mozgását rögzítette, ugyanis a lény mellkasán jól kivehető két emlőmirigy. Bár a bizonyíték elképesztő, sokan megkérdőjelezték a hitelességet. Vannak szakértők, akik azt állítják: ha valamivel nagyobb sebességgel játsszák le a filmet, akár úgy is tűnhet hogy egy állati szőrbe bújt ember van a kockán. Ám a rövidke filmfelvétel sok szempontból meghökkentően új megvilágításába helyezte el a Nagylábú jelenséget. A biotechnológia szakértők azt állítják, hogy egy olyan élőlény, mint amilyennek a Nagylábú a beszámolók alapján tűnik, csak akkor tud kiegyenesedve járni, ha lapos, sík felületű talpa van. A filmszalagon szereplő lénynek lapos, sík felületű talpa van. Kezdetben a szakemberek szinte biztosra vették, hogy a film puszta hamisítvány, ám semmilyen árulkodó jelet sem sikerült találniuk, ami megerősíthette volna feltevésüket. Egy orosz tudósokból álló csapat a film helyes sebességét próbálta meghatározni, és végül arra a következtetésre jutottak, hogy a lénynek valóban lassú, nehézkes a mozgása. Ám ehhez mindenképpen hozzátartozik az is: maga Gimlin sem zárta ki annak a lehetőségét, hogy tudtán kívül részt vett egy nagyszabású átverésben, amit a barátja eszelt ki. Hogy ez igaz-e vagy sem, sosem fogjuk megtudni, ugyanis Patterson 1972-ben elhunyt rákbetegségben.

## A legenda tovább él
A hatalmas majomemberről szóló beszámolók az utóbbi időben új és meglehetősen bizarr elemekkel gazdagodtak. Néhányan azt állították, hogy ufókat láttak azon a környéken, ahol a Nagylábú gyakori megjelenését regisztrálták. Az újabb leírások szerint Nagylábú nagy, zölden csillogó szemekkel néz a világba, és egy tüzesen izzó gömböt cipel magával. Ez talán különösen fejleményeknek tűnhet, de az erdő szőrös óriásáról mindig is azt beszélték, hogy nem csak fizikai erővel bír, és elterjedt volt az a vélekedés, hogy ha meghalnak, testük eltűnik az éterben.

## Bigfoot Field Researchers Organization (BFRO)
A társaság tagjai lelkes amatőrök. Céljuk, hogy segítsék a kutatásokat, és egy helyre gyűjtsék a rendelkezésre álló adatokat. A nagy testű állatok életmódjának tanulmányozásában bevált módszereket és technikákat alkalmazzák, hogy közelebb kerüljenek ehhez az új majomfajhoz. Eddig semmilyen eredménnyel nem jártak, hiszen a feltételezett állatfaj egyetlen maradványa sem ismert. A legtöbb kutató elméletileg is elképzelhetetlennek tartja, hogy egy nagy testű élőlény, amelynek stabil populációhoz elegendően nagy a példányszáma, ennyire rejtve maradjon.